# Головинская набережная
Голови́нская на́бережная — набережная в Юго-Восточном административном округе Москвы, в районе Лефортово. Проходит по левому берегу Яузы, располагается между Красноказарменной набережной и Госпитальной набережной.

## Происхождение названия
Название было дано не позднее начала XX веке по находившимся здесь владениям Фёдора Алексеевича Головина. Недалеко от территории улицы, на левом берегу Яузы в 1703 году был построен Головинский дворец, на месте которого позже, в 1777 году, был выстроен Екатерининский дворец. Он, а также разбитый на левом берегу Яузы Головинский сад дали название современной Головинской улице.

## История
Исследователь улиц Москвы Ян Рачинский пишет, что впервые название улицы появилось в городских справочниках в 1925 году.
На плане Головинская набережная впервые обозначена в 1907 году
.
В месте соединения Головинской набережной с Госпитальной улицей у Госпитального моста содержится одно из 15-ти самых проблемных мест в плане образования автомобильных пробок в Москве по данным исследования аналитической группы Яндекса, обнародованным в ноябре 2010 года.